# Miotropis versicolor
Miotropis versicolor är en stekelart som beskrevs av Howard 1894. Miotropis versicolor ingår i släktet Miotropis och familjen finglanssteklar. Inga underarter finns listade i Catalogue of Life.